# Acanthagrion fluviatile
Acanthagrion fluviatile – gatunek ważki z rodziny łątkowatych (Coenagrionidae). Występuje w Ameryce Południowej.